# Institut national des sciences appliquées de Toulouse

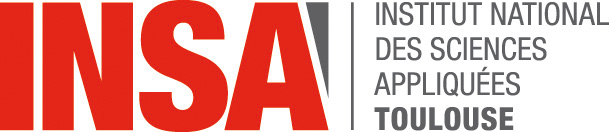
Logotyp.

Institut national des sciences appliquées de Toulouse (INSA Toulouse) är en fransk grande école som utexaminerar generalistingenjörer i södra Frankrike (Toulouse), och som är medlem av Université Fédérale Toulouse Midi-Pyrénées.